# Wahlkreis Gorizia (Camera dei deputati)
Der Wahlkreis Triest war von 1993 bis 2005 und von 2017 bis 2020 ein Wahlkreis (italienisch collegio elettorale) für die Wahl der Abgeordnetenkammer.

## Von 1993 bis 2005

### Wahlkreisgebiet
Zum Wahlkreis gehören 24 Gemeinden: Capriva del Friuli, Cormons, Doberdò del Lago, Dolegna del Collio, Farra d’Isonzo, Fogliano Redipuglia, Gorizia, Gradisca d’Isonzo, Mariano del Friuli, Medea, Monfalcone, Moraro, Mossa, Romans d’Isonzo, Ronchi dei Legionari, Sagrado, San Canzian d’Isonzo, San Floriano del Collio, San Lorenzo Isontino, San Pier d’Isonzo, Savogna d’Isonzo, Staranzano, Turriaco und Villesse.

### Wahlergebnisse

#### Parlamentswahl 1994

##### Direktstimmen
| Kandidaten               | Kandidaten             | Parteien                                 | Stimmen | %    |
| ------------------------ | ---------------------- | ---------------------------------------- | ------- | ---- |
|                          | Raulle Lovisonigewählt | Polo delle Libertà (FI – LN – CCD – UDC) | 35.182  | 35,6 |
|                          | Arturo Bertoli         | Alleanza dei Progressisti                | 32.960  | 33,3 |
|                          | Enzo Bevilacqua        | Patto per l’Italia                       | 18.650  | 18,9 |
|                          | Luigi Coana            | Alleanza Nazionale                       | 12.061  | 12,2 |
| Gesamt                   | Gesamt                 | Gesamt                                   | 98.853  | 100  |
|                          |                        |                                          |         |      |
| Ungültige Stimmen        | Ungültige Stimmen      | Ungültige Stimmen                        | 6.238   | 5,9  |
| Wähler                   | Wähler                 | Wähler                                   | 105.091 | 91,7 |
| Wahlberechtigte          | Wahlberechtigte        | Wahlberechtigte                          | 114.623 |      |
|                          |                        |                                          |         |      |
| Quelle: Innenministerium |                        |                                          |         |      |

##### Listenstimmen
| Parteien                             | Parteien                     | Parteien                           | Stimmen | %    |
| ------------------------------------ | ---------------------------- | ---------------------------------- | ------- | ---- |
|                                      | Progressisti                 | Partito Democratico della Sinistra | 18.164  | 18,1 |
| Partito della Rifondazione Comunista | Progressisti                 | 8.582                              | 8,6     |      |
| Federazione dei Verdi                | Progressisti                 | 5.190                              | 5,2     |      |
| Partito Socialista Italiano          | Progressisti                 | 1.802                              | 1,8     |      |
| ↳ Gesamt                             | Progressisti                 | 33.738                             | 33,7    |      |
|                                      | Polo delle Libertà           | Forza Italia                       | 21.214  | 21,2 |
| Lega Nord                            | Polo delle Libertà           | 10.410                             | 10,4    |      |
| ↳ Gesamt                             | Polo delle Libertà           | 31.624                             | 31,6    |      |
|                                      | Patto per l’Italia           | Partito Popolare Italiano          | 16.413  | 16,4 |
|                                      | Alleanza Nazionale           | Alleanza Nazionale                 | 13.030  | 13,0 |
|                                      | Lista Marco Pannella         | Lista Marco Pannella               | 4.691   | 4,7  |
|                                      | Partito della Legge Naturale | Partito della Legge Naturale       | 605     | 0,6  |
| Gesamt                               | Gesamt                       | Gesamt                             | 100.101 | 100  |
|                                      |                              |                                    |         |      |
| Ungültige Stimmen                    | Ungültige Stimmen            | Ungültige Stimmen                  | 12.254  | 10,9 |
| Wähler                               | Wähler                       | Wähler                             | 112.355 | 98,0 |
| Wahlberechtigte                      | Wahlberechtigte              | Wahlberechtigte                    | 114.623 |      |
|                                      |                              |                                    |         |      |
| Quelle: Innenministerium             |                              |                                    |         |      |

#### Parlamentswahl 1996

##### Direktstimmen
| Kandidaten               | Kandidaten                | Parteien              | Stimmen | %    |
| ------------------------ | ------------------------- | --------------------- | ------- | ---- |
|                          | Mario Prestamburgogewählt | L’Ulivo               | 45.115  | 46,9 |
|                          | Michele Luise             | Polo per le Libertà   | 31.024  | 32,2 |
|                          | Manfredi Jacumin          | Lega Nord             | 14.628  | 15,2 |
|                          | Sergio Cosma              | Fiamma Tricolore      | 3.812   | 4,0  |
|                          | Adriano Zamparo           | Nord Libero Autonomia | 1.632   | 1,7  |
| Gesamt                   | Gesamt                    | Gesamt                | 96.211  | 100  |
|                          |                           |                       |         |      |
| Ungültige Stimmen        | Ungültige Stimmen         | Ungültige Stimmen     | 6.114   | 6,0  |
| Wähler                   | Wähler                    | Wähler                | 102.325 | 88,6 |
| Wahlberechtigte          | Wahlberechtigte           | Wahlberechtigte       | 115.450 |      |
|                          |                           |                       |         |      |
| Quelle: Innenministerium |                           |                       |         |      |

##### Listenstimmen
| Parteien                                          | Parteien                             | Parteien                             | Stimmen | %    |
| ------------------------------------------------- | ------------------------------------ | ------------------------------------ | ------- | ---- |
|                                                   | Polo per le Libertà                  | Forza Italia                         | 17.541  | 18,2 |
| Alleanza Nazionale                                | Polo per le Libertà                  | 12.738                               | 13,2    |      |
| CCD – CDU                                         | Polo per le Libertà                  | 5.538                                | 5,7     |      |
| ↳ Gesamt                                          | Polo per le Libertà                  | 35.817                               | 37,1    |      |
|                                                   | L’Ulivo                              | Partito Democratico della Sinistra   | 18.373  | 19,0 |
| Popolari per Prodi (PPI – SVP – PRI – UD – Prodi) | L’Ulivo                              | 9.971                                | 10,3    |      |
| Federazione dei Verdi                             | L’Ulivo                              | 6.736                                | 7,0     |      |
| ↳ Gesamt                                          | L’Ulivo                              | 35.080                               | 36,3    |      |
|                                                   | Lega Nord                            | Lega Nord                            | 14.018  | 14,5 |
|                                                   | Partito della Rifondazione Comunista | Partito della Rifondazione Comunista | 9.761   | 10,1 |
|                                                   | Fiamma Tricolore                     | Fiamma Tricolore                     | 1.281   | 1,3  |
|                                                   | Nord Libero Autonomia                | Nord Libero Autonomia                | 673     | 0,7  |
| Gesamt                                            | Gesamt                               | Gesamt                               | 96.630  | 100  |
|                                                   |                                      |                                      |         |      |
| Ungültige Stimmen                                 | Ungültige Stimmen                    | Ungültige Stimmen                    | 12.821  | 11,7 |
| Wähler                                            | Wähler                               | Wähler                               | 109.451 | 94,8 |
| Wahlberechtigte                                   | Wahlberechtigte                      | Wahlberechtigte                      | 115.450 |      |
|                                                   |                                      |                                      |         |      |
| Quelle: Innenministerium                          |                                      |                                      |         |      |

#### Parlamentswahl 2001

##### Direktstimmen
| Kandidaten               | Kandidaten              | Parteien           | Stimmen | %    |
| ------------------------ | ----------------------- | ------------------ | ------- | ---- |
|                          | Alessandro Marangewählt | L’Ulivo            | 46.463  | 51,4 |
|                          | Ettore Romoli           | Casa delle Libertà | 35.908  | 39,7 |
|                          | Gioacchino Falsone      | Italia dei Valori  | 4.666   | 5,2  |
|                          | Antonio Murgia          | Lista Emma Bonino  | 3.381   | 3,7  |
| Gesamt                   | Gesamt                  | Gesamt             | 90.418  | 100  |
|                          |                         |                    |         |      |
| Ungültige Stimmen        | Ungültige Stimmen       | Ungültige Stimmen  | 6.220   | 6,4  |
| Wähler                   | Wähler                  | Wähler             | 96.638  | 83,5 |
| Wahlberechtigte          | Wahlberechtigte         | Wahlberechtigte    | 115.719 |      |
|                          |                         |                    |         |      |
| Quelle: Innenministerium |                         |                    |         |      |

##### Listenstimmen
| Parteien                       | Parteien                             | Parteien                               | Stimmen | %    |
| ------------------------------ | ------------------------------------ | -------------------------------------- | ------- | ---- |
|                                | L’Ulivo                              | La Margherita (Dem – PPI – RI – Udeur) | 22.000  | 24,0 |
| Democratici di Sinistra        | L’Ulivo                              | 12.660                                 | 13,8    |      |
| Partito dei Comunisti Italiani | L’Ulivo                              | 2.009                                  | 2,2     |      |
| Il Girasole (FdV – SDI)        | L’Ulivo                              | 1.949                                  | 2,1     |      |
| ↳ Gesamt                       | L’Ulivo                              | 38.618                                 | 42,2    |      |
|                                | Casa delle Libertà                   | Forza Italia                           | 23.669  | 25,9 |
| Alleanza Nazionale             | Casa delle Libertà                   | 8.729                                  | 9,5     |      |
| Lega Nord                      | Casa delle Libertà                   | 3.928                                  | 4,3     |      |
| CCD – CDU                      | Casa delle Libertà                   | 1.688                                  | 1,8     |      |
| ↳ Gesamt                       | Casa delle Libertà                   | 38.014                                 | 41,5    |      |
|                                | Partito della Rifondazione Comunista | Partito della Rifondazione Comunista   | 6.654   | 7,3  |
|                                | Italia dei Valori                    | Italia dei Valori                      | 3.699   | 4,0  |
|                                | Lista Emma Bonino                    | Lista Emma Bonino                      | 2.614   | 2,9  |
|                                | Democrazia Europea                   | Democrazia Europea                     | 1.767   | 1,9  |
|                                | Terzo Polo per l’Autonomia           | Terzo Polo per l’Autonomia             | 119     | 0,1  |
|                                | Abolizione Scorporo                  | Abolizione Scorporo                    | 69      | 0,1  |
| Gesamt                         | Gesamt                               | Gesamt                                 | 91.554  | 100  |
|                                |                                      |                                        |         |      |
| Ungültige Stimmen              | Ungültige Stimmen                    | Ungültige Stimmen                      | 5.087   | 5,3  |
| Wähler                         | Wähler                               | Wähler                                 | 96.641  | 83,5 |
| Wahlberechtigte                | Wahlberechtigte                      | Wahlberechtigte                        | 115.719 |      |
|                                |                                      |                                        |         |      |
| Quelle: Innenministerium       |                                      |                                        |         |      |

## Von 2017 bis 2020

### Wahlkreisgebiet
Zum Wahlkreis gehören 51 Gemeinden: Capriva del Friuli, Cormons, Doberdò del Lago, Dolegna del Collio, Farra d’Isonzo, Fogliano Redipuglia, Gorizia, Gradisca d’Isonzo, Grado, Mariano del Friuli, Medea, Monfalcone, Moraro, Mossa, Romans d’Isonzo, Ronchi dei Legionari, Sagrado, San Canzian d’Isonzo, San Floriano del Collio, San Lorenzo Isontino, San Pier d’Isonzo, Savogna d’Isonzo, Staranzano, Turriaco und Villesse (Provinz Gorizia); Duino-Aurisina, Monrupino und Sgonico (Provinz Triest); Aiello del Friuli, Aquileia, Attimis, Campolongo Tapogliano, Cervignano del Friuli, Drenchia, Faedis, Fiumicello, Grimacco, Lusevera, Nimis, Prepotto, Pulfero, Resia, Ruda, San Leonardo, San Pietro al Natisone, Savogna, Stregna, Taipana, Terzo d’Aquileia, Torreano und Villa Vicentina (Provinz Udine).

### Wahlergebnisse

#### Parlamentswahl 2018
| Kandidaten               | Kandidaten                | Stimmen | %    | Listen                                      | Stimmen | %    |
| ------------------------ | ------------------------- | ------- | ---- | ------------------------------------------- | ------- | ---- |
|                          | Guido Pettaringewählt     | 42.495  | 37,1 | Lega                                        | 25.325  | 22,1 |
| Forza Italia             | Guido Pettaringewählt     | 42.495  | 37,1 | 11.165                                      | 9,8     |      |
| Fratelli d’Italia        | Guido Pettaringewählt     | 42.495  | 37,1 | 4.805                                       | 4,2     |      |
| Noi con l’Italia – UDC   | Guido Pettaringewählt     | 42.495  | 37,1 | 1.200                                       | 1,0     |      |
|                          | Sabrina De Carlo          | 32.308  | 28,2 | Movimento 5 Stelle                          | 32.308  | 28,2 |
|                          | Giorgio Brandolin         | 28.530  | 24,9 | Partito Democratico                         | 23.639  | 20,7 |
| +Europa                  | Giorgio Brandolin         | 28.530  | 24,9 | 3.725                                       | 3,3     |      |
| Italia Europa Insieme    | Giorgio Brandolin         | 28.530  | 24,9 | 619                                         | 0,5     |      |
| Civica Popolare          | Giorgio Brandolin         | 28.530  | 24,9 | 547                                         | 0,5     |      |
|                          | Paolo Vizintin            | 4.860   | 4,2  | Liberi e Uguali                             | 4.860   | 4,2  |
|                          | Sara Cericco              | 1.261   | 1,1  | CasaPound Italia                            | 1.261   | 1,1  |
|                          | Marco Barone              | 1.220   | 1,1  | Potere al Popolo!                           | 1.220   | 1,1  |
|                          | Samantha Laxaback Forzoni | 801     | 0,7  | Italia agli Italiani (FN – FT)              | 801     | 0,7  |
|                          | Guido Tenze               | 694     | 0,6  | Il Popolo della Famiglia                    | 694     | 0,6  |
|                          | Maria Calligaris          | 563     | 0,5  | Partito Valore Umano                        | 563     | 0,5  |
|                          | Giulia Cartechini         | 410     | 0,4  | Per una Sinistra Rivoluzionaria (SRC – PCL) | 410     | 0,4  |
|                          | Patrizia Sartor           | 308     | 0,3  | Siamo                                       | 308     | 0,3  |
|                          | Lucia Pertoldi            | 297     | 0,3  | Patto per l’Autonomia                       | 297     | 0,3  |
|                          | Adriano Maule             | 232     | 0,2  | 10 Volte Meglio                             | 232     | 0,2  |
|                          | Giulia Zanette            | 158     | 0,1  | Lista del Popolo per la Costituzione        | 158     | 0,1  |
|                          | Francesca Roccia          | 152     | 0,1  | Blocco Nazionale per le Libertà             | 152     | 0,1  |
|                          | Ettore Basiglio Ribaudo   | 132     | 0,1  | Rinascimento MIR                            | 132     | 0,1  |
| Gesamt                   | Gesamt                    | 114.421 | 100  |                                             | 114.421 | 100  |
|                          |                           |         |      |                                             |         |      |
| Ungültige Stimmen        | Ungültige Stimmen         | 4.949   | 4,1  |                                             |         |      |
| Wähler                   | Wähler                    | 119.370 | 75,3 |                                             |         |      |
| Wahlberechtigte          | Wahlberechtigte           | 158.588 |      |                                             |         |      |
|                          |                           |         |      |                                             |         |      |
| Quelle: Innenministerium |                           |         |      |                                             |         |      |